# Сеймур, Эдуард, 1-й герцог Сомерсет
Эдуард Сеймур, 1-й герцог Сомерсет (англ. Edward Seymour, the 1st Duke of Somerset; ок. 1500 — 22 января 1552) — английский государственный и военный деятель эпохи Тюдоров. Старший брат королевы Джейн Сеймур, третьей жены короля Генриха VIII Тюдора. В 1547—1549 годах — регент (лорд-протектор) Англии при малолетнем племяннике — короле Эдуарде VI.

## При Генрихе VIII
Эдуард был сыном сэра Джона Сеймура и Маргарет Уэнтворт. Он родился приблизительно в 1500 году в фамильном владении Сеймуров Вулфхолле, графство Уилтшир. Оба его родителя происходили из старинных семейств, имевших родственные связи со многими аристократическими домами Англии. Джон Сеймур, начав придворную карьеру ещё при дворе Генриха VII, успешно продолжил свою службу и при Генрихе VIII, который был весьма благосклонен к нему. Эдуард последовал по стопам отца. Уже в 1514 году он был определён пажом в свиту принцессы Марии Тюдор и сопровождал её во Францию, где она вышла замуж за короля Людовика XII. Затем он перешёл на службу к кардиналу Томасу Уолси. Принимая участие в военной кампании герцога Саффолка в 1523 году, Эдуард проявил себя умелым и храбрым солдатом и был пожалован герцогом в рыцари. В следующем году он получил должность эсквайра при теле короля.
После того, как его сестра Джейн Сеймур в 1536 году стала третьей женой Генриха VIII, Эдуард получил титул виконта Бошана (в том же году), а в 1537 году, через три дня после рождения у Джейн долгожданного наследника, принца Эдуарда — титул графа Хартфорда. После кончины королевы Эдуард и его брат Томас Сеймур продолжали оставаться влиятельными фигурами при дворе Генриха. В его правление граф Хартфорд был лорд-адмиралом (1542—1543), а затем в ходе англо-франко-шотландской войны 1544—1550 годов участвовал в нескольких военных экспедициях в Шотландию (1544), разрушая шотландские пограничные города, монастыри и церкви, и в обороне Булонь-сюр-Мер в 1546 году.

## Приход к власти
28 января 1547 года скончался Генрих VIII. В своём завещании он не предусмотрел поста единоличного регента (лорда-протектора) государства, назначив шестнадцать душеприказчиков коллективными регентами до совершеннолетия Эдуарда VI. Однако вскоре после кончины короля, 4 февраля 1547 года, все 13 присутствовавших в Лондоне душеприказчиков, подкупленных, по крайней мере отчасти, землями и титулами, назначили графа Хартфорда лордом-протектором и «опекуном особы короля», а вскоре он от лица малолетнего государя присвоил себе титул герцога Сомерсета. С марта 1547 года он получил королевские полномочия единолично назначать членов Тайного совета и консультироваться с ними по желанию. С этого времени Сеймур правил Англией фактически как неограниченный монарх, издавая прокламации и созывая Тайный совет лишь для формального утверждения своих решений.
После смерти Генриха VIII был помилован осуждённый королём на смерть герцог Норфолк, спасённый только тем, что король умер в ночь перед казнью. Однако решение парламента о конфискации его земель было сохранено (они были использованы Сеймуром для подкупа вельмож), а сам герцог просидел всё царствование Эдуарда VI в Тауэре, откуда вышел только при Марии I. Сеймур получил обе должности Норфолка — лорд-казначей и лорд-маршал.

## Шотландская война
Крупным мероприятием протектора стало поначалу успешное продолжение войны с Шотландией . Он вновь лично возглавил поход своего войска в Лотиан и 10 сентября 1547 года разбил в битве при Пинки шотландского регента графа Аррана, после чего расставил по Шотландии гарнизоны вплоть до Данди. Однако завоевать всю страну англичанам так и не удалось, а шотландцы обновили Старый союз с Францией, отправив в Париж свою малолетнюю королеву Марию Стюарт, помолвленную с дофином, будущим Франциском II. Французы прислали подкрепление шотландцам, оборонявшим Эдинбург, а содержание больших гарнизонов за Твидом дорого обходилось королевской казне. В августе 1549 года Франция атаковала Булонь, что заставило регента отвести войска из Шотландии. Уже после падения Сомерсета в 1550 году война закончилась Булонским миром.

## Церковные реформы
Герцог Сомерсет продолжил реформаторскую церковную политику Генриха VIII, введя литургические отличия Церкви Англии от католицизма. В этом ему деятельно помогали юный король, активно интересовавшийся церковными делами, и архиепископ Кентерберийский Томас Кранмер. В 1547 году началось причащение прихожан «под обоими видами». В 1549 году священникам разрешили вступать в брак.
В 1549 году была введена составленная Кранмером Книга общих молитв, содержавшая тексты исключительно на английском языке. Эта книга с небольшими изменениями используется в Церкви Англии до сих пор. В богослужении особое внимание уделялось чтению Библии.
В ходе шотландской войны значительная часть оккупированной территории была обращена в протестантизм, что дало толчок и добровольному распространению Реформации в Шотландии.

## Внутренние неудачи
Тем временем в Англии самодержавный Сомерсет столкнулся с опасной оппозицией в собственном семействе. Брат протектора Томас Сеймур, женившись на вдове Генриха VIII Екатерине Парр, стал претендовать на опекунство над племянником и подговаривать мальчика сместить протектора. За это Томас сулил Эдуарду карманные деньги. После смерти Екатерины Парр в 1548 году Томас стал свататься к сестре короля 15-летней принцессе Елизавете. Обеспокоенный амбициями брата, в январе 1549 года герцог Сомерсет велел арестовать Томаса при поддержке юного короля, публично заявившего о попытках его подкупить; 20 марта 1549 года Томас Сеймур был казнён без суда, по парламентскому акту.
В том же 1549 году вспыхнуло несколько народных восстаний, как религиозных (против введения протестантской службы на английском языке), так и экономических (восстание Роберта Кетта против огораживаний). Ранее Сомерсет распоряжался провести расследования по делам об отведении общинных земель под пастбища, занимавшийся этим член парламента Джон Хейлз связывал вопрос огораживаний с риторикой протестантского богословия. Это вызвало в народе слухи о «добром протекторе», который желает отменить огораживания, и оправдывало в глазах крестьян насилия против лендлордов. Подраставший Эдуард VI записал в дневнике, что восстания начались, потому что «некоторые комиссии были посланы искоренять огораживания».

## Падение
Восстания и атака Франции были восприняты обществом как личная неудача протектора. К концу сентября Тайный совет решил выступить против него единым фронтом. Почувствовав угрозу, 1 октября Сомерсет увёз короля в Виндзорский замок и издал прокламацию, объявлявшую, что король и государство в опасности. Это ему не помогло; собравшийся Тайный совет единогласно осудил действия регента, объявил, что его власть исходит от Совета, а не от завещания Генриха, и повелел лишить Сомерсета регентства и арестовать его. 11 октября в Виндзоре тот был взят под стражу, переведён в Тауэр, а 12-летний король присоединился к обвинениям против дяди: «тщеславие, обогащение из моей казны, ведение опрометчивых войн в годы моей юности, пренебрежение Нью-Хейвеном, следование собственному мнению и действия от своего имени, и проч.»

## Освобождение, новый арест и гибель
К февралю 1550 года лидером Тайного совета стал Джон Дадли. Он освободил Сомерсета из Тауэра и вернул его в Тайный совет, а сын Дадли женился на дочери Сеймура. В октябре 1551 года бывший протектор был вновь арестован по обвинению в заговорах и попытке вернуть власть, осуждён судом не как изменник, а за уголовное преступление (фелония) и лишён герцогского титула (в свою очередь, незадолго до ареста Сомерсета титул герцога Нортумберленда получил сам Дадли, резко усиливший своё влияние на короля). Утром 22 января 1552 года Сеймуру отсекли голову на Тауэрском холме. Тело казнённого было похоронено в часовне св. Петра в оковах.

## Потомство
Эдуард Сеймур был женат дважды: с 1527 года на Кэтрин Филлол (с которой развёлся) и с начала 1530-х на Анне Стэнхоуп.
От первого брака у него были сыновья Джон (1527—1552), посаженный вместе с отцом в Тауэр и там умерший, и сэр Эдуард, девонширский шериф (1529—1593). После развода родителей они были объявлены незаконными, но впоследствии вновь легитимизированы.
От второго брака у Сеймура были четверо сыновей и шесть дочерей.
- Эдуард Сеймур (12 октября 1537—1539)
- Эдуард Сеймур, 1-й граф Хартфорд (22 мая 1539 — 6 апреля 1621). Был трижды женат: первый раз в ноябре 1560 года на леди Катерине Грей, от которой у него было двое сыновей; второй раз в 1582 году на Френсис Говард; в третий раз в 1601 на Френсис Праннел[англ.]
- Анна Сеймур (1538—1588). Она была замужем дважды: в первый раз за Джоном Дадли; второй раз за сэром Эдуардом Унтоном[англ.]
- Лорд Генри Сеймур[англ.] (1540—1588). Был женат на леди Джоан Перси
- Леди Маргарет Сеймур[англ.] (род. 1540)
- Леди Джейн Сеймур[англ.] (1541—1561). Фрейлина королевы Елизаветы
- Леди Кэтрин Сеймур
- Лорд Эдуард Сеймур (1548—1574), умер неженатым и бездетным
- Леди Мэри Сеймур (1552 — 18 января 1570). Была дважды замужем
- Леди Элизабет Сеймур (1552 — 3 июня 1602). Была замужем за сэром Ричардом Найтли[англ.]

Никто из его сыновей не унаследовал герцогского титула, поскольку отец был лишён его по суду. Потомку Сеймура от второго брака (внуку графа Хартфорда), Уильяму (1588—1660) незадолго до смерти Карлом II был возвращён титул герцога Сомерсета за услуги, оказанные Стюартам при Реставрации. Эта линия пресеклась в 1750 году, после чего герцогами стали потомки шерифа Эдуарда, носившие полтора века лишь титул баронетов. Данный род существует и в настоящее время. Из младших нетитулованных ветвей рода Сеймуров происходил дипломат Хорас Сеймур.

## Образ в культуре

### В литературе
- Литературную известность фигура Эдуарда Сеймура получила благодаря роману Марка Твена «Принц и нищий», где он выведен под именем лорда Гертфорда. В некоторых экранизациях романа представлен главным антагонистом.
- Эдвард Сеймур выведен в серии исторических детективов — романов о Мэтью Шардлейке Кристофера Джона Сэнсома.

### В кино и на телевидении
- Клод Рейнс в фильме «Принц и нищий» (США, 1937)
- Гай Рольф в фильме «Малышка Бесс» (США, 1953)
- Геннадий Полока в фильме «Принц и нищий» (СССР, 1972)
- Джон Боуи в телесериале «Принц и нищий» (Великобритания, 1996)
- Джонатан Хайд в фильме «Принц и нищий» (Великобритания-Венгрия, 2000)
- Томас Локьер в телесериале «Генрих VIII» (Великобритания, 2003)
- Макс Браун в телесериале «Тюдоры» (США, Ирландия, Канада, 2007—2010)
- Эдвард Спелирс в мини-сериале «Волчий зал», (Великобритания, 2015)
- Джон Хеффернан в сериале Starz «Становление Елизаветы».